# Raјko Đurić
Raјko Đurić, även translittererat som Rajko Djuric eller Rajko Djurić, född 3 oktober 1947 i Malo Orašje, död 2 november 2020 i Belgrad, var en romsk serbisk-jugoslavisk författare och aktivist för romers rättigheter.

## Biografi
Đurić föddes i Malo Orašje utanför Smederevo i dåvarande Jugoslavien. Han studerade filosofi i Belgrad och blev doktor i sociologi 1986. Från 1991 levde han i exil i Berlin. Han återvände år 2000 till Belgrad, där han bodde till sin död. Han var efter sin återkomst politiskt aktiv i det romska partiet Unija Roma Srbije.

## Författarskap
Đurić skrev poesi, noveller, essäer och filmmanus. Han var bland annat medförfattare till Emir Kusturicas film Zigenarnas tid. Han arbetade även kulturellt och politiskt för romernas sak. Han tilldelades av Svenska PEN Tucholskypriset 2002.